# Neotrichoporoides risbeci
Neotrichoporoides risbeci är en stekelart som först beskrevs av Schulten och Feijen 1984.  Neotrichoporoides risbeci ingår i släktet Neotrichoporoides och familjen finglanssteklar. Inga underarter finns listade i Catalogue of Life.